# Edmund Tudor, 1. jarl af Richmond
Edmund Tudor (11. juni 1431 – 3. november 1456) var far til kong Henrik 7. af England, som var en central person i Rosekrigene. Edmund var også en del af denne krig, men spillede en mindre rolle end sønnen.
Edmund Tudor var gift med Margaret Beaufort og halvbror til kong Henrik 6. af England.